# North Willingham
North Willingham – wieś i civil parish w Anglii, w Lincolnshire, w dystrykcie West Lindsey. W 2011 civil parish liczyła 181 mieszkańców. North Willingham jest wspomniana w Domesday Book (1086) jako Wifilingham/Wivilingeham.